# Stephen Tenenbaum
Stephen Tenenbaum ist ein US-amerikanischer Filmproduzent, der bei der Oscarverleihung 2012 für seine Arbeit bei Midnight in Paris zusammen mit Letty Aronson für den Oscar in der Kategorie Bester Film nominiert war. Die beiden gewannen auch einen AFI Award des American Film Institute. Tenenbaum produziert ausschließlich Filme von Woody Allen und arbeitet mit ihm seit 2001 zusammen.
Tenenbaum studierte Rechnungswesen an der New York University, wo er 1957 seinen Bachelor machte, und arbeitete zunächst im finanziellen Bereich des Showbusiness mit einigen namhaften Musikerklienten zusammen. Später wechselte er in das Filmgeschäft.

## Filmografie (Auswahl)
- 2001: Im Bann des Jade Skorpions (The Curse of the Jade Scorpion)
- 2002: Hollywood Ending
- 2003: Anything Else
- 2004: Melinda und Melinda (Melinda and Melinda)
- 2005: Match Point
- 2006: Scoop – Der Knüller (Scoop)
- 2007: Cassandras Traum (Cassandra’s Dream)
- 2008: Vicky Cristina Barcelona
- 2009: Whatever Works – Liebe sich wer kann (Whatever Works)
- 2010: Ich sehe den Mann deiner Träume (You Will Meet a Tall Dark Stranger)
- 2011: Midnight in Paris
- 2012: To Rome with Love
- 2013: Blue Jasmine
- 2014: Magic in the Moonlight
- 2015: Irrational Man
- 2016: Café Society